# Ante Jazić
Ante Jazić (Bedford, 26 febbraio 1976) è un ex calciatore canadese.

## Carriera

### Club
Ha iniziato la sua carriera nel 1997, con la maglia del Hrvatski Dragovoljac, per trasferirsi nel 1999 all'Hajduk Spalato con il quale ha conquistato una Coppa di Croazia. La stagione successiva si è trasferito al Rapid Vienna, dove ha giocato fino al 2004. Ha firmato poi per il Kuban', prima di sbarcare nella Major League Soccer nel 2006, giocando per i LA Galaxy e poi per il Chivas USA.

## Statistiche

### Cronologia presenze e reti in nazionale
| Cronologia completa delle presenze e delle reti in nazionale ― Canada | Cronologia completa delle presenze e delle reti in nazionale ― Canada | Cronologia completa delle presenze e delle reti in nazionale ― Canada | Cronologia completa delle presenze e delle reti in nazionale ― Canada | Cronologia completa delle presenze e delle reti in nazionale ― Canada | Cronologia completa delle presenze e delle reti in nazionale ― Canada | Cronologia completa delle presenze e delle reti in nazionale ― Canada | Cronologia completa delle presenze e delle reti in nazionale ― Canada |
| Data                                                                  | Città                                                                 | In casa                                                               | Risultato                                                             | Ospiti                                                                | Competizione                                                          | Reti                                                                  | Note                                                                  |
| --------------------------------------------------------------------- | --------------------------------------------------------------------- | --------------------------------------------------------------------- | --------------------------------------------------------------------- | --------------------------------------------------------------------- | --------------------------------------------------------------------- | --------------------------------------------------------------------- | --------------------------------------------------------------------- |
| 18-5-1998                                                             | Toronto                                                               | Canada                                                                | 1 – 0                                                                 | Macedonia                                                             | Amichevole                                                            | -                                                                     | 54’                                                                   |
| 29-5-1999                                                             | Toronto                                                               | Canada                                                                | 1 – 0                                                                 | Guatemala                                                             | Amichevole                                                            | -                                                                     | 68’                                                                   |
| 29-11-2003                                                            | Tampere                                                               | Finlandia                                                             | 3 – 2                                                                 | Canada                                                                | Amichevole                                                            | -                                                                     | 46’                                                                   |
| 29-11-2003                                                            | Teplice                                                               | Rep. Ceca                                                             | 5 – 1                                                                 | Canada                                                                | Amichevole                                                            | -                                                                     |                                                                       |
| 29-11-2003                                                            | Dublino                                                               | Irlanda                                                               | 3 – 0                                                                 | Canada                                                                | Amichevole                                                            | -                                                                     |                                                                       |
| 30-5-2004                                                             | Wrexham                                                               | Galles                                                                | 1 – 0                                                                 | Canada                                                                | Amichevole                                                            | -                                                                     |                                                                       |
| 13-6-2004                                                             | Kingston                                                              | Canada                                                                | 4 – 0                                                                 | Belize                                                                | Qual. Mondiali 2006                                                   | -                                                                     |                                                                       |
| 18-8-2004                                                             | Burnaby                                                               | Canada                                                                | 0 – 2                                                                 | Guatemala                                                             | Qual. Mondiali 2006                                                   | -                                                                     |                                                                       |
| 4-9-2004                                                              | Edmonton                                                              | Canada                                                                | 1 – 1                                                                 | Honduras                                                              | Qual. Mondiali 2006                                                   | -                                                                     |                                                                       |
| 8-9-2004                                                              | San Juan de Tibás                                                     | Costa Rica                                                            | 1 – 0                                                                 | Canada                                                                | Qual. Mondiali 2006                                                   | -                                                                     |                                                                       |
| 9-10-2004                                                             | San Pedro Sula                                                        | Honduras                                                              | 1 – 1                                                                 | Canada                                                                | Qual. Mondiali 2006                                                   | -                                                                     |                                                                       |
| 13-10-2004                                                            | Burnaby                                                               | Canada                                                                | 1 – 3                                                                 | Costa Rica                                                            | Qual. Mondiali 2006                                                   | -                                                                     | 76’                                                                   |
| 16-11-2005                                                            | Hesperange                                                            | Lussemburgo                                                           | 0 – 1                                                                 | Canada                                                                | Amichevole                                                            | -                                                                     | 59’                                                                   |
| 22-1-2006                                                             | San Diego                                                             | Stati Uniti                                                           | 0 – 0                                                                 | Canada                                                                | Amichevole                                                            | -                                                                     |                                                                       |
| 1-3-2006                                                              | Vienna                                                                | Austria                                                               | 0 – 2                                                                 | Canada                                                                | Amichevole                                                            | -                                                                     | 67’                                                                   |
| 15-11-2006                                                            | Székesfehérvár                                                        | Ungheria                                                              | 1 – 0                                                                 | Canada                                                                | Amichevole                                                            | -                                                                     | 28’                                                                   |
| 1-6-2007                                                              | Maracaibo                                                             | Venezuela                                                             | 2 – 2                                                                 | Canada                                                                | Amichevole                                                            | -                                                                     |                                                                       |
| 6-6-2007                                                              | Miami                                                                 | Canada                                                                | 2 – 1                                                                 | Costa Rica                                                            | Gold Cup 2007 - 1º turno                                              | -                                                                     |                                                                       |
| 11-6-2007                                                             | Miami                                                                 | Haiti                                                                 | 0 – 2                                                                 | Canada                                                                | Gold Cup 2007 - 1º turno                                              | -                                                                     |                                                                       |
| 16-6-2007                                                             | Foxborough                                                            | Guatemala                                                             | 0 – 3                                                                 | Canada                                                                | Gold Cup 2007 - Quarti di finale                                      | -                                                                     |                                                                       |
| 21-6-2007                                                             | Chicago                                                               | Stati Uniti                                                           | 2 – 1                                                                 | Canada                                                                | Gold Cup 2007 - Semifinale                                            | -                                                                     |                                                                       |
| 4-6-2008                                                              | Fort Lauderdale                                                       | Canada                                                                | 2 – 2                                                                 | Panama                                                                | Amichevole                                                            | 1                                                                     | 46’                                                                   |
| 31-1-2010                                                             | Kingston                                                              | Giamaica                                                              | 1 – 0                                                                 | Canada                                                                | Amichevole                                                            | -                                                                     |                                                                       |
| 2-9-2011                                                              | Toronto                                                               | Canada                                                                | 4 – 1                                                                 | Saint Lucia                                                           | Qual. Mondiali 2014                                                   | -                                                                     |                                                                       |
| 7-10-2011                                                             | Gros Islet                                                            | Saint Lucia                                                           | 0 – 7                                                                 | Canada                                                                | Qual. Mondiali 2014                                                   | -                                                                     |                                                                       |
| 11-10-2011                                                            | Toronto                                                               | Canada                                                                | 0 – 0                                                                 | Porto Rico                                                            | Qual. Mondiali 2014                                                   | -                                                                     |                                                                       |
| 11-11-2011                                                            | Basseterre                                                            | Saint Kitts e Nevis                                                   | 0 – 0                                                                 | Canada                                                                | Qual. Mondiali 2014                                                   | -                                                                     |                                                                       |
| 3-6-2011                                                              | Toronto                                                               | Canada                                                                | 0 – 0                                                                 | Stati Uniti                                                           | Amichevole                                                            | -                                                                     | 88’                                                                   |
| 8-6-2012                                                              | L'Avana                                                               | Cuba                                                                  | 0 – 1                                                                 | Canada                                                                | Qual. Mondiali 2014                                                   | -                                                                     | 61’                                                                   |
| 12-6-2012                                                             | Toronto                                                               | Canada                                                                | 0 – 0                                                                 | Honduras                                                              | Qual. Mondiali 2014                                                   | -                                                                     |                                                                       |
| 15-8-2012                                                             | Lauderhill                                                            | Canada                                                                | 2 – 0                                                                 | Trinidad e Tobago                                                     | Amichevole                                                            | -                                                                     | 46’                                                                   |
| 7-9-2012                                                              | Toronto                                                               | Canada                                                                | 1 – 0                                                                 | Panama                                                                | Qual. Mondiali 2014                                                   | -                                                                     |                                                                       |
| 11-9-2012                                                             | Panama                                                                | Panama                                                                | 2 – 0                                                                 | Canada                                                                | Qual. Mondiali 2014                                                   | -                                                                     |                                                                       |
| 12-10-2012                                                            | Toronto                                                               | Canada                                                                | 3 – 0                                                                 | Cuba                                                                  | Qual. Mondiali 2014                                                   | -                                                                     |                                                                       |
| Totale                                                                |                                                                       | Presenze                                                              | 34                                                                    |                                                                       | Reti                                                                  | 1                                                                     |                                                                       |

## Palmarès

### Club
- Coppa di Croazia: 1

Hajduk Spalato: 1999-2000